# Херрем, Камилла
Камилла Херрем (норв. Camilla Herrem; род. 8 октября 1986, Ставангер) — норвежская гандболистка, левая крайняя норвежского клуба «Сола» и сборной Норвегии. Двукратная олимпийская чемпионка (2012 и 2024), трёхкратная чемпионка мира, 6-кратная чемпионка Европы. Лидирует по сыгранным матчам среди всех полевых игроков в истории сборной Норвегии (больше сыграла только вратарь Катрин Лунде).

## Карьера

### Клубная
Воспитанница школы клуба «Сола», дебютировала в его составе в возрасте 16 лет в чемпионате Норвегии. В межсезонье 2005/2006 перешла в «Бьёсен», где 4 января 2006 дебютировала в матче против «Гьерпена». Летом 2014 года перешла в румынскую команду «Бая-Маре». В сезоне 2015/16 играла за датский «Хольстебро», а в 2016/17 за македонский «Вардар».
С 2017 года Камилла года выступает за норвежскую «Солу», где главным тренером работает её муж Стеффен Стегавик.

### В сборной
Сыграла 286 матчей, забила 811 мячей. Входит в шестёрку лидеров в истории сборной по количеству матчей и голов. Олимпийская чемпионка (2012), чемпионка мира (2011, 2015), чемпионка Европы (2008, 2010, 2014, 2016, 2020). Лучший левый крайний чемпионата мира 2009 года и чемпионатов Европы 2016 и 2020 годов.
В полуфинале Олимпийских игр 2016 года против сборной России промах Херрем на последних секундах овертайма при счёте 37:38 лишил Норвегию возможности сравнять счёт.

## Личная жизнь
В июле 2013 года вышла замуж за гандболиста Стеффена Стегавика (род. 1983). 7 июля 2018 года родила сына Лео.
Двоюродный брат — футболист Гейр Андре Херрем.